# I. Henrik brabanti herceg
I. Bátor Henrik (1165 körül – 1235. szeptember 5.) középkori nemesúr, 1180-tól IV. Henrik néven Alsó-Lotaringia hercege, 1183-tól Leuven hercege, 1191-től haláláig brabanti herceg.

## Élete
Henrik apja III. Gottfried leuveni gróf és alsó-lotaringiai herceg, anyja Limburgi Margit hercegnő. 1179-ben feleségül vette Matilda boulogne-i grófnőt. 1180-ban kinevezték Alsó-Lotaringia hercegének. 1183-ban megkapta a leuveni hercegi címet, majd 1191-ben Barbarossa Frigyes német-római császár kinevezte Brabant hercegének.
1197-ben VI. Henrik német-római császár keresztes hadjáratot hirdetett, amelynek egyik vezetője Henrik volt. A sereg 1197 közepén érkezett meg a Szentföldre. Henrik először Jaffa visszafoglalására indult – amit 1197 szeptemberében elfoglaltak a muzulmán seregek – amikor megtudta, hogy Henrik jeruzsálemi király meghalt. Ekkor visszatért Akkóba és a királyság régense volt 1198 januárjáig, amikor Amalric de Lusignan megérkezett Ciprusról. 1197 októberében visszafoglalta Bejrútot. Ezt követően visszatért Európába.
Amikor 1208-ban Fülöp német királyt Bambergben meggyilkolták, apósa, II. Fülöp Ágost francia király Henriket javasolta a német királyi trónra. Henrik azonban vejével, IV. Ottó német-római császárral tartott, és megtámadták Fülöp Ágostot. 1214-ben a bouvines-i csata során azonban vereséget szenvedtek. 1222-től már nem alsó-lotaringiai herceg.
1235-ben Kölnben halt meg és Leuvenben, a Szt. Péter templomban temették el, ahol késő román síremléke ma is látható. Utóda legidősebb fia, II. Henrik lett, aki összevonta apja címeit és mint brabanti herceg uralkodott.
Az 1200-as évek elején Henrik herceg adott utasítást a brüsszeli Szent Mihály és Szent Gudula-székesegyház felépítésére.

## Családja
Első felesége Flamand Matilda boulogne-i grófnő (1170 – 1210. október 16.), I. Mátyás boulogne-i gróf és Marie de Blois lánya, akit 1180-ban vett el. Házasságukból hét gyermek született:
- Mária (1190–1260), 1214-ben IV. Ottó német-római császár felesége lett, majd Ottó halála után, 1220-ban második férje I. Vilmos holland gróf lett.
- Margit (? – 1231), 1206 után III. Gerhard, Gelderland grófjának felesége.
- Aleidis (? – 1261/67), első férje (1206) Arnold, Loon grófja. Második férje (1225 előtt) XI. Vilmos, Auvergne grófja. Harmadik férje (1253 után) III. Arnold, Wesemaal ura.
- Matilda (? – 1267. december 22.), első férje (1212 novemberétől) II. Henrik rajnai palotagróf. Második férje (1224-től) IV. Flórián holland gróf, I. Vilmos holland gróf és első felesége, Adelheid van Gelderland fia.
- Henrik (1207–1248), apja halála után II. Henrik néven brabanti herceg.
- Gottfried (1209–1254), Gaesbeek (1236), Baucignies (1246) és Herstal (1247) ura.
- ismeretlen

Második felesége 1213. április 22. után Franciaországi Mária (1197 – 1238. augusztus 15.), II. Fülöp Ágost francia király lánya, I. Fülöp namuri őrgróf özvegye. A házasságból két gyermek született:
- Erzsébet (? – 1260 v. 1266), első férje (1233) Dietrich, Kleve grófja. Második férje (1246) IV. Gerhard von Wassenberg, de ezt a házasságot a pápa 1247-ben érvénytelennek nyilvánította, mivel "Gerardi avum et preæfatæ Elisabeth aviam" túl közeli rokonok voltak.
- Mária (? – ?)

## Fordítás
- Ez a szócikk részben vagy egészben  a   Henry I, Duke of Brabant című angol Wikipédia-szócikk fordításán alapul.  Az eredeti cikk szerkesztőit annak laptörténete sorolja fel. Ez a jelzés csupán a megfogalmazás eredetét és a szerzői jogokat jelzi, nem szolgál a cikkben szereplő információk forrásmegjelöléseként.